# Бильге Кюль Кадыр-каган
Бильге Кюль Кадыр-каган — правитель города Исфиджаб, основатель династии Караханидов.
Происходил, вероятно, из рода Эдгиш племени чигилей, входившего в состав Карлукского племенного союза. С 791 года карлукские правители подчинялись власти уйгурских каганов и носили титул ябгу. В ходе длившейся более двадцати лет войны уйгуров с кыргызами, в 840 году уйгурский каганат был уничтожен. Воспользовавшись временным безвластием, ряд влиятельных карлукских вельмож, проживавших у западных границ обширного уйгурского каганата, решили восстановить утраченную независимость и объявили своего лидера — правителя крупного торгового города Исфиджаб — каганом.
Есть мнение, что этот правитель находился в родстве с победившим уйгуров кыргызским каганом или с карлукским родом кыргызского происхождения кара-чор, и поэтому его отделение от каганата не вызвало последствий.
Новый каган принял старый уйгурский титул «кюль-бильге» (премудрый) и эпитет «кара» (могущественный, сильнейший) — Бильге-кюль Кара-хакан; причём, тюркское Кара-хакан в переводе на арабский звучало как «Кадыр-хан», то есть, имя собственное этого кагана история не сохранила, — только титулы и эпитет.
В том же году Исфиджаб осадил саманидский эмир Нух ибн Асад, вынудив нового кагана оставить город и скрыться. Известно, что в дальнейшем Бильге Кюль Кадыр-хан вёл почти непрерывную войну с саманидскими эмирами, которую продолжили и его дети, Базир Арслан-хан и Огулчак Кадыр-хан. В ходе войны эти первые караханиды потеряли свою власть в карлукских столицах Тараз и Баласагун, но сумели удержаться в Кашгаре. Отсюда его внук, Абдулькерим Сатук Кара-хан, в 940 году начал наступление на владения не подчинявшихся ему карлукских племён и города, зависевшие от саманидских эмиров, а его многочисленные потомки закончили завоевание саманидского государства, надолго прославив династию Караханидов, первым представителем которой историк XIII века Джемаль Карши называет Бильге Кюль Кадыр-хана.